# Hitterdal (Minnesota)
Hitterdal es una ciudad ubicada en el condado de Clay en el estado estadounidense de Minnesota. En el Censo de 2010 tenía una población de 201 habitantes y una densidad poblacional de 82,38 personas por km².

## Geografía
Hitterdal se encuentra ubicada en las coordenadas 46°58′43″N 96°15′31″O / 46.97861, -96.25861. Según la Oficina del Censo de los Estados Unidos, Hitterdal tiene una superficie total de 2.44 km², de la cual 2.23 km² corresponden a tierra firme y (8.49%) 0.21 km² es agua.

## Demografía
Según el censo de 2010, había 201 personas residiendo en Hitterdal. La densidad de población era de 82,38 hab./km². De los 201 habitantes, Hitterdal estaba compuesto por el 96.52% blancos, el 1.49% eran afroamericanos, el 0% eran amerindios, el 0.5% eran asiáticos, el 0% eran isleños del Pacífico, el 0% eran de otras razas y el 1.49% pertenecían a dos o más razas. Del total de la población el 1% eran hispanos o latinos de cualquier raza.